# Hofmarkschloss Holzkirchen

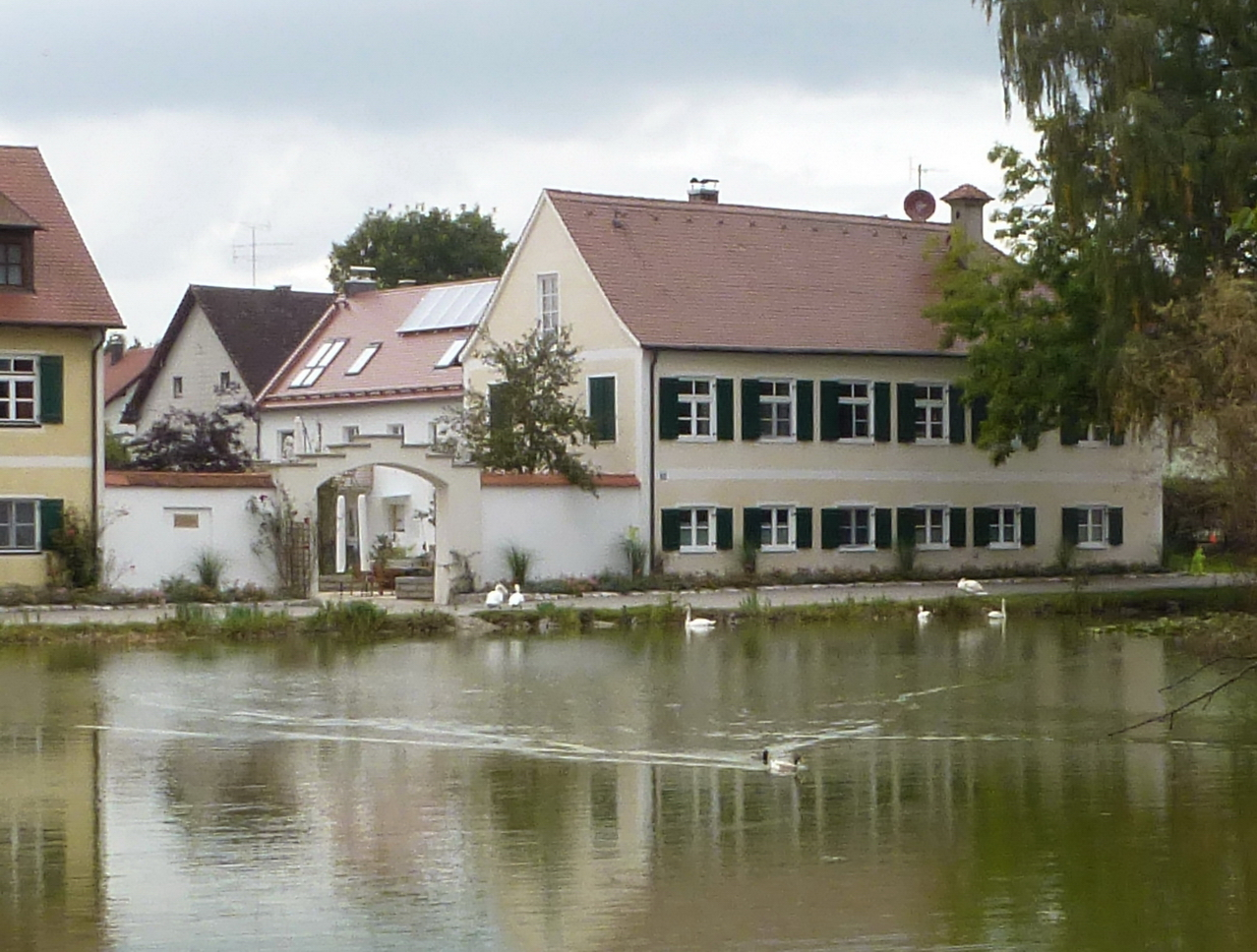
Hofmarkschloss in Holzkirchen

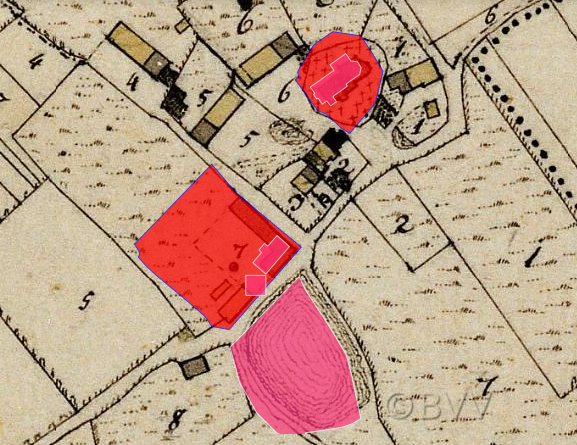
Lageplan von Hofmarkschloss Holzkirchen auf dem Urkataster von Bayern

Das Hofmarkschloss in Holzkirchen, einem Gemeindeteil von Alling im oberbayerischen Landkreis Fürstenfeldbruck, liegt 140 m südlich der Filialkirche St. Peter und Paul. 
Die Anlage ist unter der Aktennummer D-1-79-113-12 als denkmalgeschütztes Baudenkmal von Holzkirchen verzeichnet. Ebenso wird sie als Bodendenkmal unter der Aktennummer D-1-7833-0380 im Bayernatlas als „untertägige frühneuzeitliche Befunde im Bereich des ehem. Hofmarkschlosses Holzkirchen“ geführt.

## Geschichte
Das Schloss wurde von dem bayerischen Hofkammerrat Johann Georg von Hufnagel zwischen 1688 und 1690 errichtet. 1687 erfolgte die Erhebung von Holzkirchen zur Hofmark. 1788 kam es an Franz Seraph Freiherr von Schaab. Zwischen 1854 und 1864 stand es im Eigentum von Bernhard de Crignis; 1864 kam es auf dem Kaufweg an Andreas und Maria Echensperger.
Der zweigeschossige Satteldachbau wurde um 1817 und um 1880 umgebaut. Seit 1817 gehört die Vierflügelanlage zu einem Bauernhof. 1980 erfolgte die Errichtung eines Anbaus anstelle eines alten Stadels. Das Anwesen trägt heute den Namen Schlossbauer.